# Kimberley-Prozess

Mitgliedsstaaten

Der Kimberley-Prozess (englisch Kimberley Process Certification Scheme) ist ein komplexes System, das über staatliche Herkunftszertifikate den Handel mit sogenannten Blutdiamanten unterbinden soll. Als Blutdiamanten werden geschmuggelte Diamanten bezeichnet, durch die verschiedene Kriege in Afrika finanziert wurden bzw. werden.
Die angehörigen Staaten des Kimberley-Prozesses geben die Regeln für den Handel mit Diamanten vor.

## Vorgeschichte
Die über illegal geschürfte Diamanten finanzierten Bürgerkriege in Liberia und Sierra Leone machten das Problem der Blutdiamanten in den 1990er Jahren deutlich. 1998 verbot der UNO-Sicherheitsrat erstmals einer Rebellenbewegung, der angolanischen UNITA, die Ausfuhr von Diamanten, um so den Bürgerkrieg in Angola zu beenden. Als offensichtlich geworden war, dass die UNITA weiterhin ihren Krieg über Diamanten finanzierte, trafen sich im Mai 2000 im südafrikanischen Kimberley mehrere Diamanten produzierende Länder aus dem südlichen Afrika, um die Problematik grundsätzlich anzugehen. Seit 2003 ist der Kimberley-Prozess offiziell in Kraft, das heißt, es dürfen nur solche Diamanten gehandelt werden, für die offizielle Herkunftszertifikate des jeweiligen Ursprungslandes vorliegen.

## Gegenwärtiger Stand und weitere Planungen
Inzwischen beteiligen sich 56 Länder (die Staaten der Europäischen Union als eines gerechnet), darunter sämtliche afrikanischen Diamantenproduzenten, am Kimberley-Prozess. Ein internationales Gremium ist eingerichtet worden, das prüft, ob die teilnehmenden Staaten die Zertifikate korrekt ausstellen. Neben etlichen Berichten über Korruption innerhalb des Prozesses und gefälschte Zertifikate gibt es einige offensichtliche Erfolge des Systems. Inzwischen existieren darüber hinaus Überlegungen, das System mit positiver Stoßrichtung auszubauen. Dabei soll es nicht nur weg von den „Blut-“ oder „Kriegsdiamanten“ gehen, sondern auch hin zu Friedensdiamanten, also zu einem System, das auch soziale oder ökologische Fragen thematisiert („Diamanten für Entwicklung“).

## Teilnehmende Staaten bzw. Staatenverbund
Am Kimberley-Prozess teilnehmende Staaten und Staatenverbund:
| - Angola - Armenien - Australien - Bangladesch - Belarus - Botswana - Brasilien - Volksrepublik China - Elfenbeinküste - Eswatini - Europäische Union - Gabun - Ghana - Guinea - Guyana - Indien - Indonesien - Israel - Japan | - Kanada - Kambodscha - Kamerun - Kasachstan - Demokratische Republik Kongo - Republik Kongo - Laos - Lesotho - Libanon - Liberia - Malaysia - Mali - Mexiko - Mauritius - Namibia - Neuseeland - Norwegen - Panama - Russland | - Schweiz - Sierra Leone - Simbabwe - Singapur - Sri Lanka - Südafrika - Südkorea - Tansania - Thailand - Togo - Türkei - Ukraine - Venezuela - Vereinigte Arabische Emirate - Vereinigtes Königreich - Vereinigte Staaten - Vietnam - Zentralafrikanische Republik |

Gegen die Elfenbeinküste wurde wegen des illegalen Handels von Diamanten ein Embargo bis Ende 2010 verhängt.

## Kritik und Kontroversen
Es gibt aber auch kritische Stimmen zum Kimberley-Prozess. Die deutsche Hilfsorganisation Medico international kritisiert das Abkommen, weil die Kontrollen völlig unzureichend seien und fordert ferner, die am Diamantenhandel beteiligten transnationalen Unternehmen für die Beseitigung der Kriegsschäden, etwa in Sierra Leone und Angola, zur Verantwortung zu ziehen.
Russland untergräbt Bemühungen zur Unterbindung des Handels mit Konfliktdiamanten, indem es als Mitglied des Kimberley-Prozesses von seinem Vetorecht gebrauch macht, weil Russland selbst vom Handel mit Konfliktdiamanten profitiert. Mehrere Mitgliedstaaten des Prozesses erachten den Kimberley Process als reformbedürftig.